# 405571 Erdőspál
405571 Erdőspál è un asteroide della fascia principale. Scoperto nel 2005, presenta un'orbita caratterizzata da un semiasse maggiore pari a 1,7839046 au e da un'eccentricità di 0,1393282, inclinata di 21,49011° rispetto all'eclittica.